# История почты и почтовых марок Сан-Томе и Принсипи
История почты и почтовых марок Сан-Томе и Принсипи, небольшого государства на одноименных островах в Гвинейском заливе у западного побережья Африки со столицей в Сан-Томе, может быть условно разбита на два этапа: период португальской колонии (до 1975) и период независимой Демократической Республики Сан-Томе и Принсипи (с 12 июля 1975). Сан-Томе и Принсипи является членом Всемирного почтового союза (ВПС; с 1977). Современным почтовым оператором страны выступает компания порт. Correios de São Tomé e Príncipe («Почта Сан-Томе и Принсипи»), основанная 1 января 1982 года.

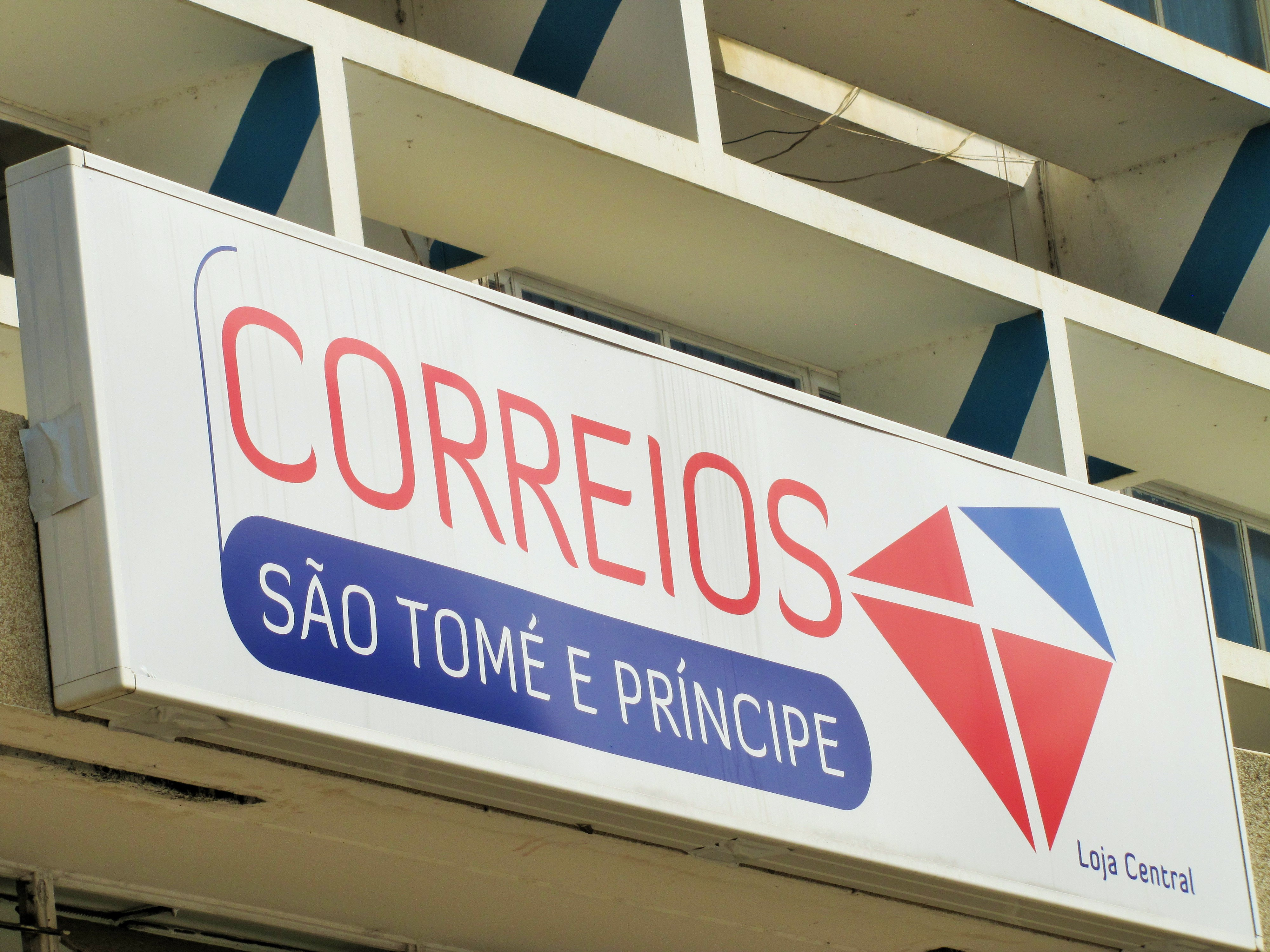
Почтовое отделение Сан-Томе и Принсипи

## Выпуски почтовых марок

### Колония Португалии

#### Первые марки
Первые почтовые марки Сан-Томе и Принсипи появились в 1869 году. Это были марки колониального типа, выпускавшиеся в то время Португалией для своих колоний в рамках серии «Корона» (или «Португальская корона»). Согласно каталогу «Скотт», серия имела девять номиналов и марки выходили в разновидностях в течение 1869—1875 годов.

Марки Сан-Томе и Принсипи из первой серии «Корона» (1869—1875)
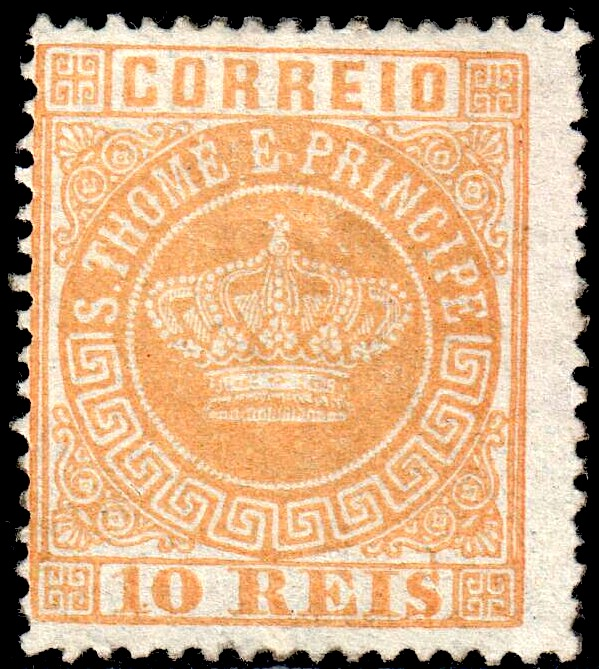
10 рейсов (Sc #2)
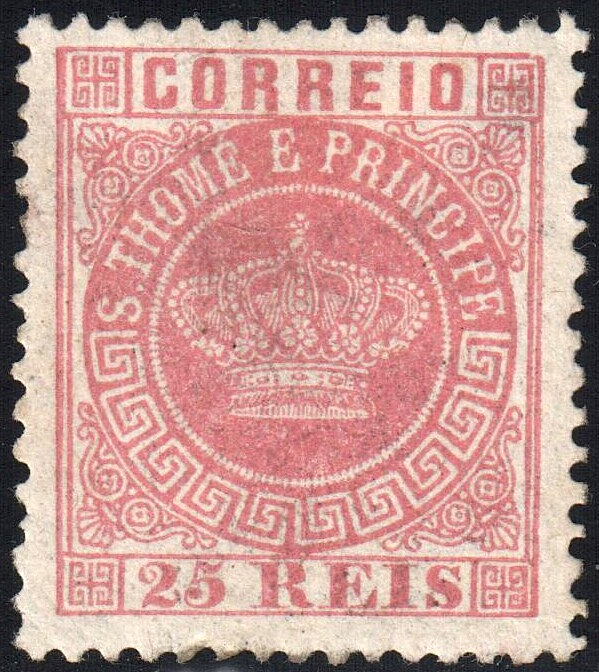
25 рейсов (Sc #3)
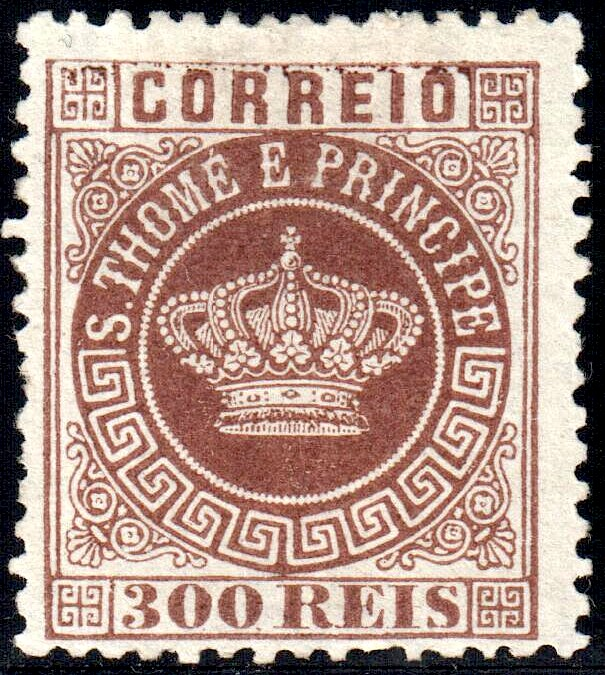
300 рейсов (Sc #9)

#### Последующие эмиссии
Второй выпуск включал марки того же колониального типа, с изображением короны, и пяти номиналов, которые появились в 1881—1885 годах.

Марки Сан-Томе и Принсипи из второй серии «Корона» (1881—1885)
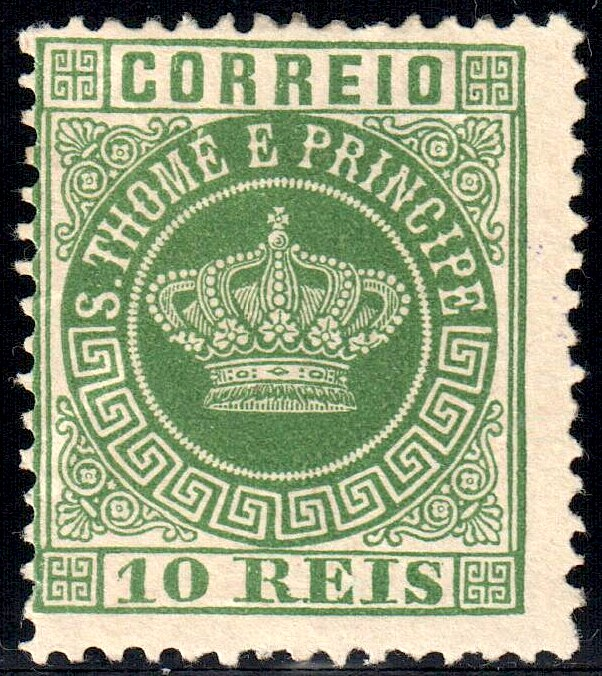
10 рейсов (Sc #10)
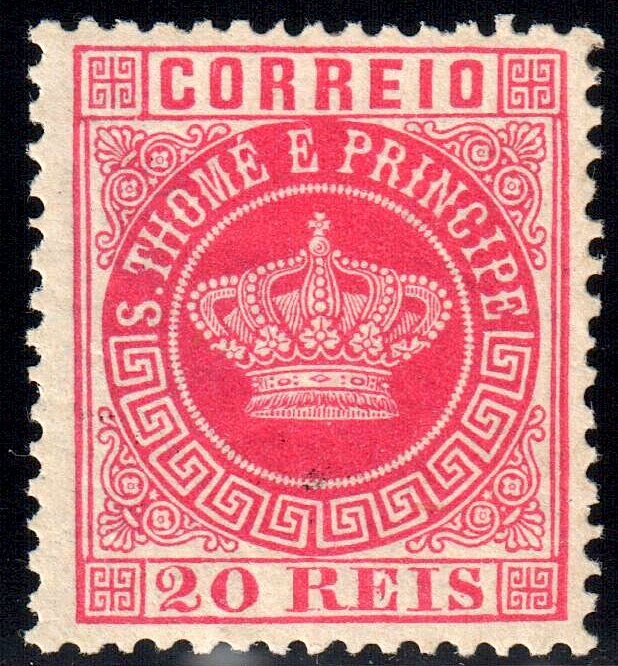
20 рейсов (Sc #11)
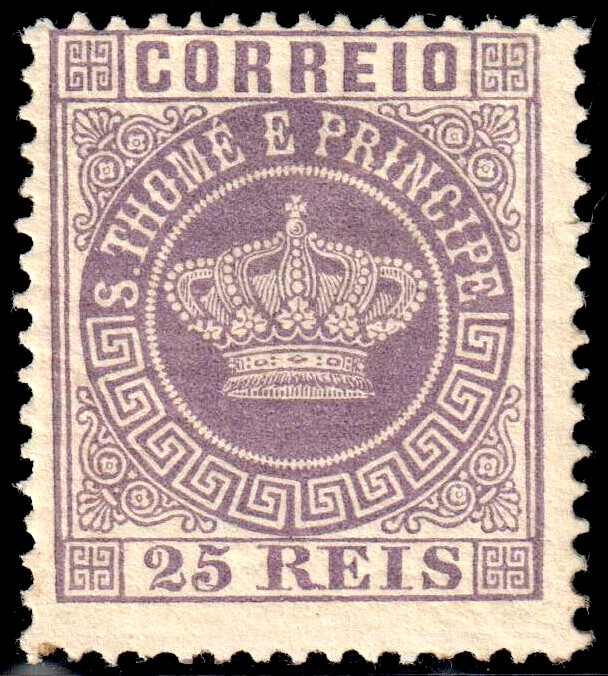
25 рейсов (Sc #12)
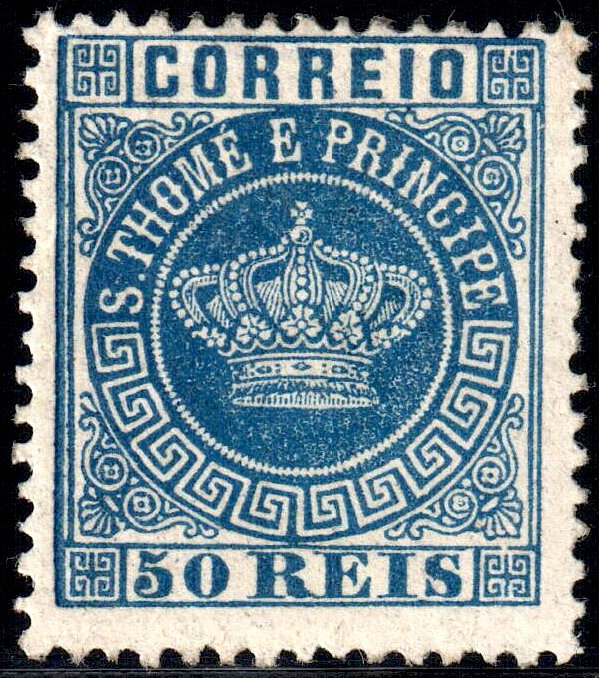
50 рейсов (Sc #14)

В 1887 году была эмитирована новая серия колониального типа — с тиснённым рисунком профиля короля Луиша I. Она была отпечатана типографским способом и состояла из девяти номиналов. В дальнейшем выходил ряд других выпусков колониального типа, включая известную серию «Жница».

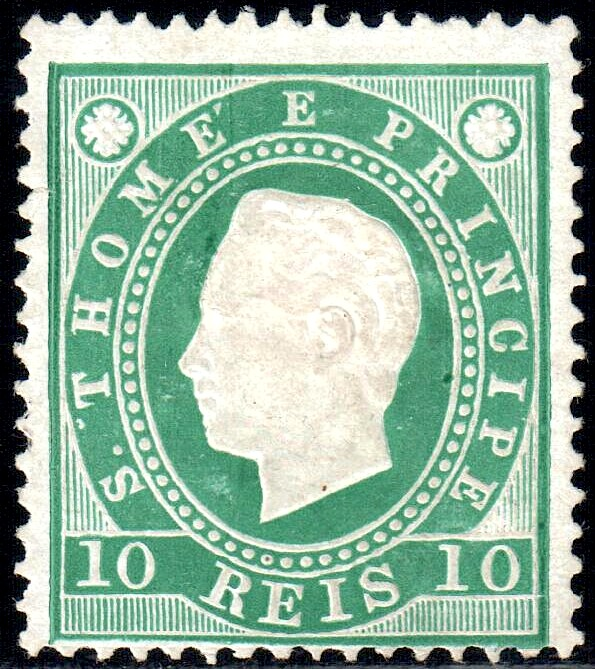
Луиш I, 10 рейсов, 1887 (Sc #16)
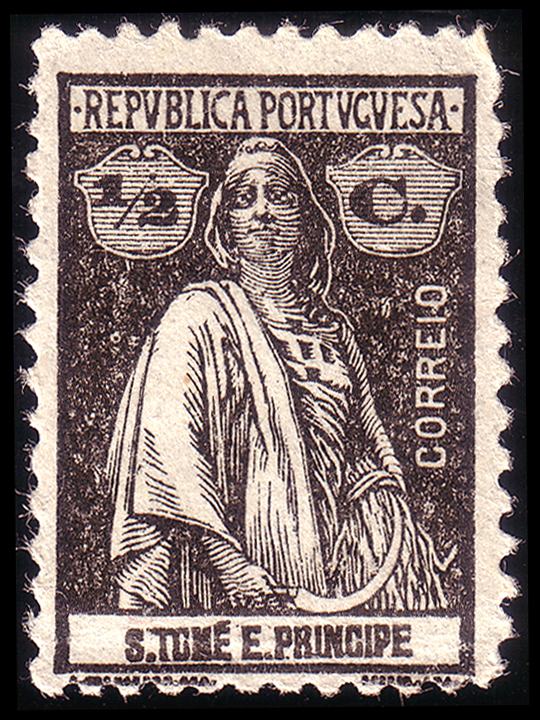
«Жница», ½ сентаво (1914)

На оригинальных марках, издававшихся колониальной почтовой администрацией, присутствуют следующие надписи: «S. Thomé e Principe» («Сан-Томе и Принсипи»); «Correio» («Почта»); «Correio. Portugal S. Thomé e Principe» («Почта. Португалия. Сан-Томе и Принсипи»); «Imperio colonial portugues. S. Tomé e Principe» («Португальская колониальная империя. Сан-Томе и Принсипи»).
После свержения монархии в метрополии в 1910 году на марках Сан-Томе и Принсипи делалась надпечатка: «Republica» («Республика»), а в дальнейшем выходили оригинальные марки с текстом: «Republica Portugueza. S. Tomé e Principe» («Португальская Республика. Сан-Томе и Принсипи»).
Кроме того, для почтового оборота на островах Сан-Томе и Принсипи применялись марки Макао, Португальской Африки и Тимора со следующими надпечатками: «Republica» («Республика»); «S. Tome e Principe» («Сан-Томе и Принсипи»); «Provisorio» («Временно»).
Первые памятные марки островов увидели свет в 1938 году, а первый почтовый блок — в 1948 году.
По сведениям Л. Л. Лепешинского, всего за неполные первые 100 лет колониального правления, с 1869 по 1963 год, было эмитировано 403 почтовых марок и один блок. В каталоге «Скотт» приведено 423 основных описательных номера для марок этих островов, выпущенных в 1869—1939 годах.

Марка Сан-Томе и Принсипи, выпущенная компанией Stamperija, с изображением богини Дурги (2015)

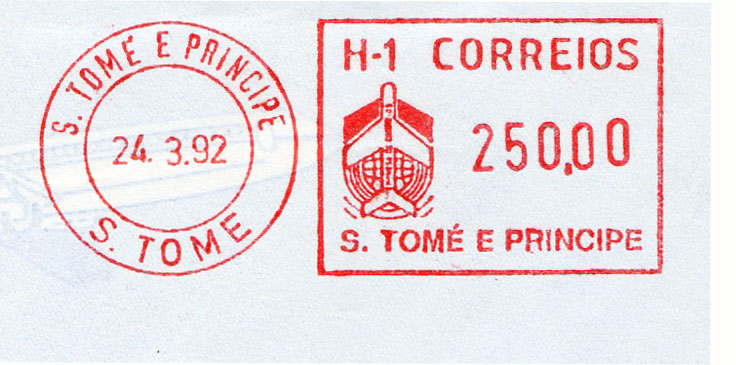
Франкотип Сан-Томе и Принсипи (1992)

### Демократическая Республика
В честь провозглашения государственной независимости в 1975 году была издана памятная серия. В 1976 году на марках колониального периода была произведена надпечатка нового названия государства на португальском языке.

#### Тематика
В ознаменование 60-летия Великой Октябрьской социалистической революции в 1977 году в Сан-Томе и Принсипи выходила серия коммеморативных марок и пяти блоков. Почтой страны выпускались также памятные серии и блоки, посвящённые Олимпийским играм в Москве.

## Другие виды почтовых марок

### Газетные
Для Сан-Томе и Принсипи эмитировали газетные марки, которые появились в 1892 году.

### Авиапочтовые
Первые авиапочтовые марки поступили в обращение в 1938 году.

### Доплатные
Доплатные марки выпускались на островах с 1904 года. На этих марках имеется текст «Porteado a receber» («Доплата. Уплатить»), и всего за период 1869—1963 годов было эмитировано 60 доплатных марок.

### Почтово-налоговые
Известны почтово-налоговые марки Сан-Томе и Принсипи, которые впервые вышли в обращение в 1925 году.

### Почтово-благотворительные
Колониальным почтовым ведомством распространялись также почтово-благотворительные марки; за период 1869—1963 годов таковых насчитывается восемь марок. На них указывался текст: «Assistencia» («Помощь»).